# Sonal Mansingh
Sonal Mansingh, née le 30 avril 1944, est une danseuse indienne pratiquant la danse classique, et plus précisément les formes Bharata natyam et Odissi. Elle a été nommée par le président de l'Inde membre de la Rajya Sabha en 2018,,.

## Biographie
Sonal Mansingh est née à Mumbai (Bombay), deuxième enfant d'une fratrie de trois d'Arvind et Poornima Pakvasa (en), travailleuse sociale réputée de Gujarat et récipiendaire de la Padma Bhushan en 2004. Son grand-père était Mangal Das Pakvasa (en), un combattant de la liberté et l'un des cinq premiers gouverneurs de l'Inde.
Elle commence à apprendre la danse Manipuri à quatre ans, avec sa sœur aînée, auprès d'un professeur de Nagpur ; puis à sept ans, elle commence à apprendre le Bharata natyam auprès de divers gurus appartenant à l'école Pandanallur (en), dont Kumar Jayakar à Bombay.
Elle est titulaire des diplômes "Praveen" et "Kovid" en sanskrit de Bharatiya Vidya Bhavan (en) et d'un bachelor of arts en littérature allemande de l'Elphinstone College (en) de Bombay.
Cependant, sa véritable formation en danse commence lorsqu'à 18 ans, malgré l'opposition de sa famille, elle se rend à Bangalore, pour apprendre le Bharata natyam des professeurs Krishna Rao et Chandrabhaga Devi , et plus tard l'Odissi auprès du guru Kelucharan Mohapatra en 1965.
Mansingh était marié à l'ancien diplomate indien Lalit Mansingh (en). Le couple divorce en 1974,. C'est son beau-père Mayadhar Mansingh (en) qui la présente à Kelucharan Mohapatra, son professeur d'Odissi.

## Carrière
La carrière de danse de Sonal Mansingh commence en 1962, après son arangetram à Mumbai. En 1977, elle fonde le Centre for Indian Classical Dances (CICD) à New Delhi.
Au fil des ans, la danse l’emmène partout dans le monde et lui a valu de nombreux prix, dont le Padma Bhushan (1992), le Prix Sangeet Natak Akademi en 1987 et le Padma Vibhushan, la seconde plus haute distinction civile de l'Inde, en 2003 ; faisant d'elle la deuxième danseuse en Inde à recevoir un tel honneur après Balasaraswati. Cela a été suivi par la Kalidas Samman (en), récompense artistique du gouvernement du Madhya Pradesh, en 2006. Le 21 avril 2007, elle reçoit un doctorat en sciences (Honoris Causa) de la G.B. Pant University (en), à Pantnagar (Uttarakhand) et un doctorat en littérature (Honoris Causa) de l'université de Sambalpur (en).
Pour marquer l'achèvement de ses 40 ans de carrière en 2002, le réalisateur hindi Prakash Jha réalise un film documentaire sur elle, intitulé Sonal, qui remporte le National Film Award du meilleur court-métrage de l'année.
En 2018, elle reçoit le Sangeet Natak Akademi Fellowship (en), également connue sous le nom d'Akademi Ratna, pour sa contribution dans le domaine des arts de la scène.

## Chorégraphies
- Indradhanush
- Manavatta
- Mera Bharat
- Draupadi
- Gita Govinda [20]
- Sabras
- Chaturang [21]
- Panchkanya
- Devi Durga
- Aatmayan
- Samanavaya

## Publications
- The Penguin Book of Indian Dance, Penguin Books Australia
- Draupadi, Museum Society of Bombay, 1994
- Classical Dances, Wisdom Publications, 2007Écrit avec Avinash Pasricha et Varsha Das.
- Conversation de Devpriya avec Sonal Mansingh par Yatindra Mishra ; Publication Vaani.